# Gnomonia salina
Gnomonia salina är en svampart som beskrevs av E.B.G. Jones 1962. Gnomonia salina ingår i släktet Gnomonia och familjen Gnomoniaceae.   Inga underarter finns listade i Catalogue of Life.